# Zeus
Zeus (em grego antigo: Ζεύς; transl. Zeús; em grego moderno: Δίας, transl. Días) é o pai dos deuses (πατὴρ ἀνδρῶν τε θεῶν τε, patēr andrōn te theōn te), que exercia a autoridade sobre os deuses olímpicos na antiga religião grega. É o deus dos céus, raios, relâmpagos que mantêm a ordem e justiça na mitologia grega. Seu equivalente romano é Júpiter, enquanto seu equivalente etrusco é Tinia; alguns autores estabeleceram seu equivalente hindu como sendo Indra.
Filho do titã Cronos e de Reia, Zeus é o mais novo de seus irmãos; na maior parte das tradições é casado, primeiro com Métis, gerando a deusa Atena e, depois, com Hera, embora no oráculo de Dodona, sua esposa seja Dione, com quem, de acordo com a Ilíada, ele teria gerado Afrodite. É conhecido por suas aventuras eróticas, que frequentemente resultavam em descendentes divinos e heroicos, como Atena, Apolo e Ártemis, Hermes, Perséfone (com Deméter), Dioniso, Perseu, Héracles, Helena de Troia, Minos, e as Musas (de Mnemosine); com Hera, teria tido Ares, Ênio, Ilítia, Éris, Hebe e Hefesto.
Como ressaltou o acadêmico alemão Walter Burkert em seu livro Religião Grega, "mesmo os deuses que não são filhos naturais de Zeus dirigem-se a ele como Pai, e todos os deuses se põem de pé diante de sua presença." Para os gregos, era o Rei dos Deuses, que supervisionava o universo. Nas palavras do geógrafo antigo Pausânias, "que Zeus é rei nos céus é um dito comum a todos os homens." Na Teogonia, de Hesíodo, Zeus é responsável por delegar a cada um dos deuses suas devidas funções. Nos Hinos Homéricos ele é referido como o "chefe dos deuses".
Seus símbolos são o raio, a águia, o touro e o carvalho. Além de sua clara herança indo-europeia, sua clássica descrição como "ajuntador de nuvens" também deriva certos traços iconográficos das culturas do Antigo Oriente Médio, tais como o cetro. Zeus frequentemente foi representado pelos antigos artistas gregos em duas poses diferentes: numa, em pé, apoiado para a frente, empunhando um raio na altura de sua mão direita, erguida; na outra sentado, numa pose majestosa. Havia muitas estátuas erguidas em sua honra, das quais a mais magnífica era a sua estátua em Olímpia, uma das sete maravilhas do mundo antigo. Originalmente, os Jogos Olímpicos eram realizados em sua honra.

## Etimologia

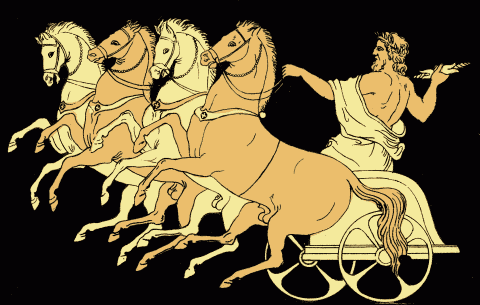
Carruagem de Zeus
De Histórias dos Tragedistas Gregos, 1879, de Alfred Church

Em grego, o nome do deus é Ζεύς, Zeús, AFI: [zdeús] (nominativo : Ζεύς, Zeús; vocativo : Ζεῦ, Zeû; acusativo: Δία, Día; genitivo: Διός, Diós; dativo: Διί, Dií). Na Civilização Minoica, Zeus não era cultuado pela população geral, mas apenas em pequenos cultos minoritários que o viam como um semideus que acabara sendo morto. Os primeiros registros de seu nome estão no grego micênico, nas formas di-we e di-wo, escritas no silabário Linear B.
Zeus, referido poeticamente pelo vocativo Zeu pater ("Ó, pai Zeus"), é uma continuação de *Di̯ēus, o deus proto-indo-europeu do céu diurno, também chamado de *Dyeus ph2tēr ("Pai Céu"). Este mesmo deus é conhecido por este nome em sânscrito (Dyaus/Dyaus Pita), latim (Júpiter, de Iuppiter, do vocativo proto-indo-europeu *dyeu-ph2tēr), que é derivado da forma básica *dyeu- ("brilhar", e em seus diversos derivados — "céu", "deus"). Já na mitologia germânica o paralelo pode ser encontrado em *Tīwaz > alto germânico antigo Ziu, nórdico antigo Týr, enquanto o latim também apresenta as formas deus, dīvus e Dis (uma variação de dīves), do substantivo relacionado *deiwos. Para os gregos e romanos, o deus do céu também era o deus supremo. Zeus é a única divindade do panteão olímpico cujo nome tem uma etimologia tão evidentemente indo-europeia.

## Epítetos e títulos

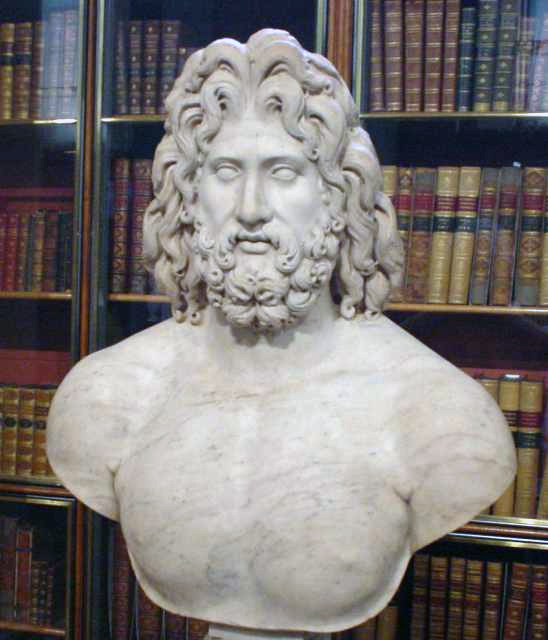
Zeus
Cabeça colossal de mármore, romana, século II, Museu Britânico

Zeus desempenhava um papel dominante, presidindo sobre o panteão olímpico da Grécia Antiga. Foi pai de muitos heróis, e fazia parte de diversos cultos locais. Embora o "ajuntador de nuvens" homérico fosse um deus do céu e do trovão, como seus equivalentes orientais, também era o supremo artefato cultural; de certa maneira, era a encarnação das crenças religiosas gregas, e o arquétipo da divindade grega.
No neoplatonismo, a figura de Zeus familiar à mitologia grega é associada ao Demiurgo, ou Mente (nous) Divina. Especificamente dentro da obra de Plotino, Enéadas, e na Teologia Platônica, de Proclo.
Além dos epítetos locais, que simplesmente designavam que a divindade havia feito algo em determinado lugar, os epítetos ou títulos aplicados a Zeus enfatizavam diferentes aspectos de sua ampla autoridade:
- Zeus Olímpio, enfatizava a realeza de Zeus e seu domínio sobre os deuses, bem como sua presença específica no Festival Pan-Helênico de Olímpia.
- Zeus Pan-Helênio ("Zeus de todos os Helenos"), a quem o célebre templo de Éaco em Egina foi dedicado.
- Zeus Xênio, Filóxeno ou Hóspites: Zeus que era o padroeiro da hospitalidade e dos convidados, pronto para vingar qualquer mal cometido a um estrangeiro.
- Zeus Órquio: Zeus protetor dos juramentos. Mentirosos que haviam sido expostos eram forçados a dedicar uma estátua a Zeus, muitas vezes no santuário de Olímpia.
- Zeus Agoreu: Zeus que cuidava dos negócios na ágora e punia os comerciantes desonestos.
- Zeus Egíoco: Zeus que portava a égide, com a qual ele infundia o terror nos ímpios e em seus inimigos.[15][16][17] Outros autores derivaram este epíteto de αἴξ ("cabra") e οχή, interpretando-o como uma alusão à lenda segundo a qual Zeus teria sido amamentado por Amalteia.[18][19]

Entre outros nomes e epítetos dados a Zeus estão:
- Zeus Meilíquio (Meilichios, "facilmente acessível"): Zeus assimilou um daimon ctônico arcaico, propiciado em Atenas, o Meilíquio.
- Zeus Taleu (Zeus Tallaios, "Zeus solar"): o Zeus que era cultuado em Creta.
- Zeus Labrando (Labrandos): venerado na Cária, seu local de culto era em Labraunda, e era representado empunhando um machado de ponta dupla (lábris). Estava associado ao deus hurrita do céu e da tempestade, Texube.
- Zeus Nao (Naos) e Zeus Búleo (Bouleus): formas de Zeus cultuadas em Dodona, o oráculo mais antigo. Alguns autores acreditam que os nomes de seus sacerdotes, os selos, teriam dado origem ao nome de helenos, dado ao povo grego desde a Antiguidade.
- Zeus Cássio: o Zeus de monte Acra, vale de montanhas entre a Síria e Turquia.
- Zeus Itômio ou Itomeu (Ithomatas): o Zeus do monte Itome, na Messênia.
- Zeus Astrápeo (Astrapios, "relampejante")
- Zeus Brôncio ou Bronteu ("trovejante")

## Mito

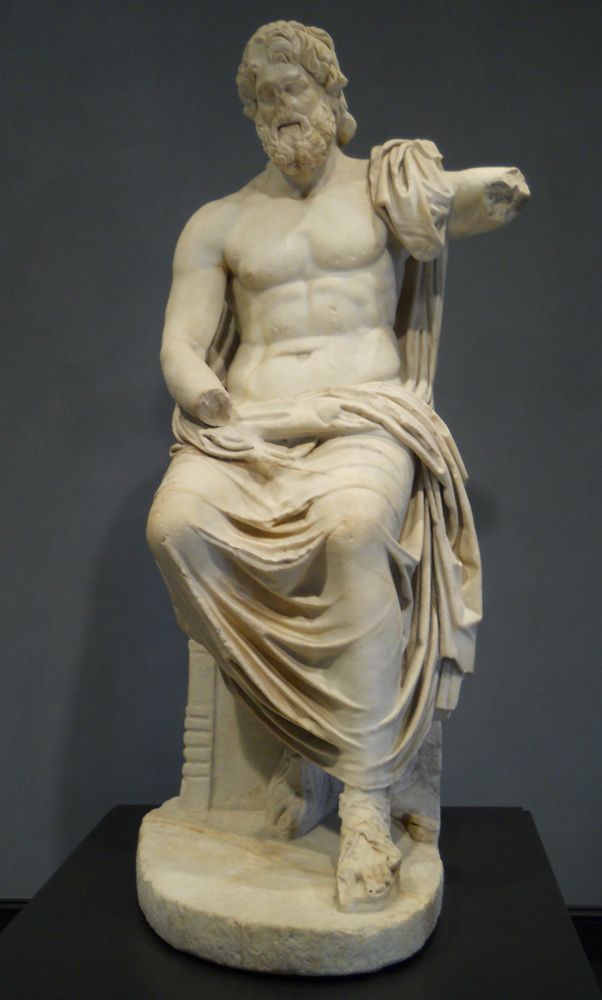
Zeus
Na Villa Getty, Itália, entre 1 e 100 d.C, autor desconhecido

### Nascimento de Zeus e seus irmãos
Cronos teve diversos filhos com Reia: Héstia, Deméter, Hera, Hades e Posídon, porém engoliu-os (menos Posídon, Hades e Hera) assim que nasceram, após ouvir de Gaia e Urano que ele estava destinado a ser deposto por seu filho, da mesma maneira que ele havia deposto seu próprio pai — um oráculo do qual Reia tomou conhecimento e pôde evitar.
Quando Zeus estava prestes a nascer, Reia procurou Gaia e concebeu um plano para salvá-lo, para que Cronos fosse punido por suas ações contra Urano e seus próprios filhos. Reia deu à luz Zeus na ilha de Creta, e entregou a Cronos uma pedra enrolada em roupas de bebê, que ele prontamente engoliu.

### Infância
Reia teria escondido Zeus numa caverna dos montes Dícti, em Creta. De acordo com as diversas versões da história, ele teria sido criado:
- por Gaia;
- por uma cabra chamada Amalteia, enquanto um pelotão de curetes — soldados ou deuses menores — dançavam, gritavam e batiam suas lanças contra seus escudos para que Cronos não ouvisse o choro do bebê (ver cornucópia);
- por uma cabra chamada Aix (que pertencia à ninfa Amalteia), e da pele dela Zeus fez a Égide;
- por uma ninfa chamada Adamanteia. Como Cronos era senhor da Terra, dos céus e do mar, ela o escondeu pendurado por uma corda de uma árvore, de modo que ele, não estando nem na terra, nem no céu e nem no mar, teria ficado invisível para seu pai;
- por uma ninfa chamada Cinosura, e como agradecimento, Zeus a teria colocado em meio às estrelas.
- por Melissa, que o amamentou com leite de cabra e mel.

### Rei dos deuses

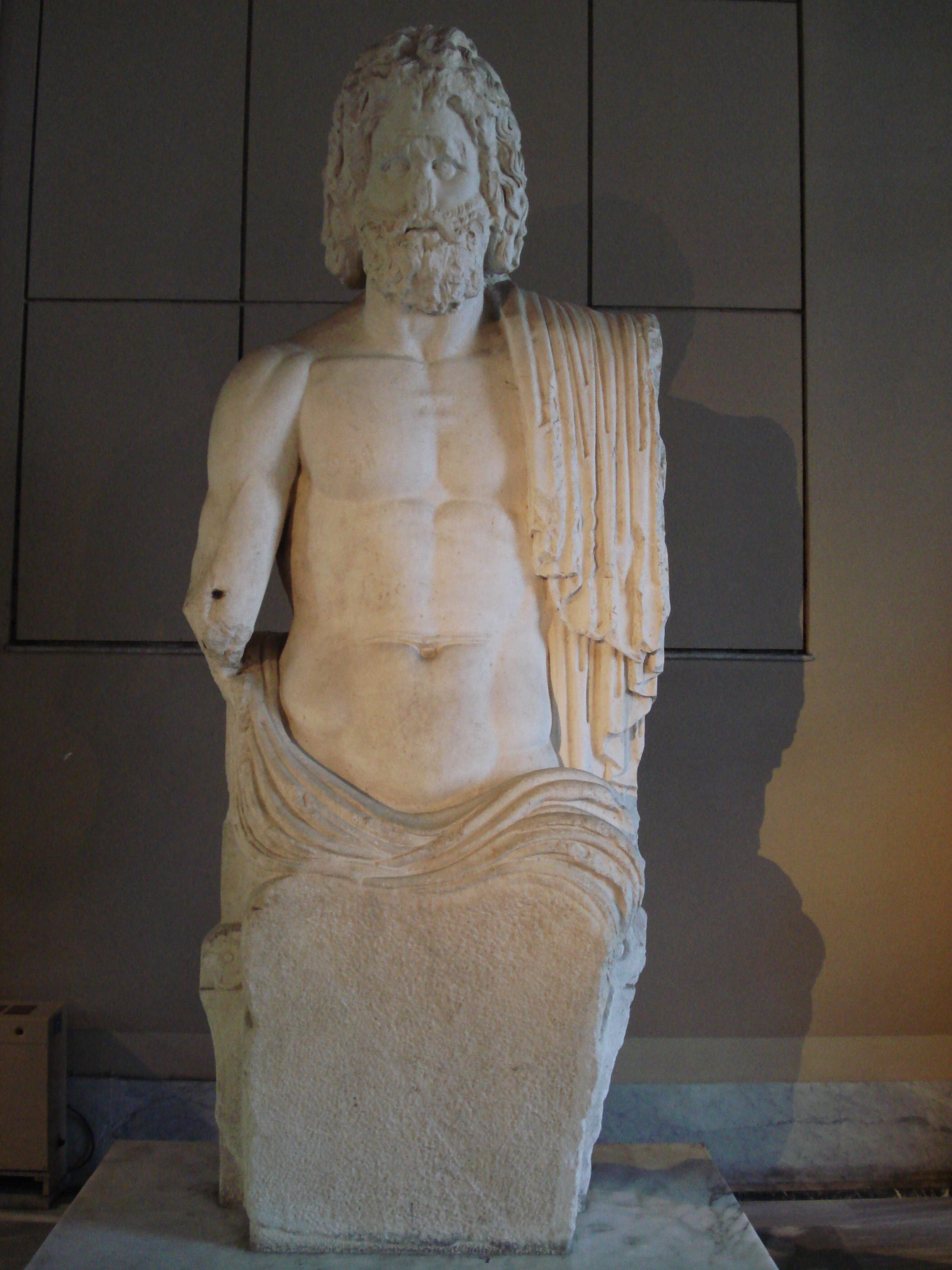
Marnas colossal sentado, retratado ao estilo de Zeus, período romano. Era a divindade principal de Gaza
(Museu Arqueológico de Istambul).

Após chegar à idade adulta, Zeus forçou Cronos a vomitar primeiro a pedra que lhe havia sido dada em seu lugar — em Pito, sob os vales do monte Parnaso, como um sinal para os mortais: o Ônfalo, "umbigo" — e em seguida seus irmãos, de acordo com a ordem em que haviam sido engolidos. Em algumas versões, Métis deu a Cronos um emético para forçá-lo a vomitar os bebês, enquanto noutra o próprio Zeus teria aberto com um corte a barriga de Cronos. Em seguida, Zeus libertou os irmãos de Crono, os gigantes, os hecatônquiros e os ciclopes, que estavam aprisionados num calabouço no Tártaro, após matar Campe, o monstro que os vigiava.
Para mostrar seu agradecimento, os ciclopes lhe presentearam com o trovão e o raio, que haviam sido escondidos anteriormente por Gaia. Zeus então, juntamente com seus irmãos e irmãs, os gigantes, hecatônquiros e ciclopes, depuseram Cronos e os outros titãs, durante a batalha conhecida como Titanomaquia. Os titãs, após serem derrotados, foram despachados para o Tártaro, enquanto um deles, Atlas, foi condenado a segurar permanentemente o céu.
Após a batalha contra os titãs, Zeus dividiu o mundo com seus irmãos mais velhos, Posidão e Hades: Zeus ficou com o céu e o ar, Posidão com as águas e Hades com o Mundo Inferior, local para onde iam as almas dos mortos. A antiga Terra, Gaia, não podia ser dividida, e portanto ficou para todos os três, de acordo com suas habilidades — o que explica porque Posidão era o "sacudidor da terra" (o deus dos terremotos), e Hades ficava com as almas dos que morriam (ver Pentos).
Gaia, no entanto, não aprovou a maneira com que Zeus tratou os titãs, seus filhos; logo após assumir o trono como rei dos deuses, Zeus teve de combater outros filhos de Gaia: o monstro Tifão e a Equidna. Zeus derrotou Tifão, aprisionando-o sob o monte Etna, porém poupou a vida de Equidna e seus filhos.

### Zeus e Hera

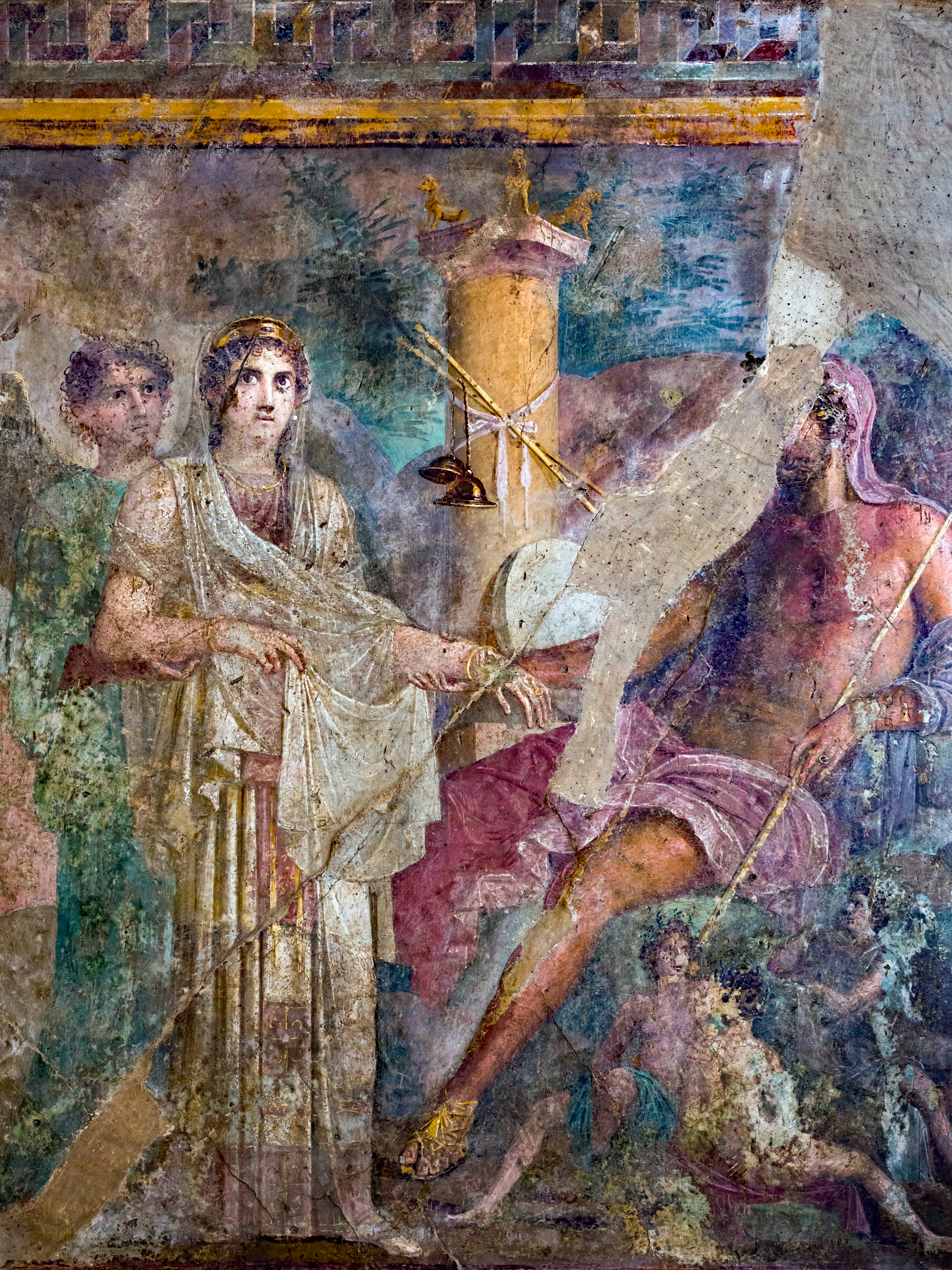
Casamento de Zeus e Hera em um afresco antigo de Pompéia

Zeus era irmão e consorte de Hera. Com ela teve três filhos: Ares, Hebe e Hefesto, embora alguns relatos afirmem que Hera tê-los-ia tido sozinha. Algumas versões também descrevem Ilítia e Éris como filhas do casal. As conquistas amorosas de Zeus, no entanto, entre ninfas e as mitológicas progenitoras mortais das dinastias helênicas são célebres. A mitografia olímpica lhe credita com uniões com Leto, Deméter, Dione e Maia. Entre as mortais com quem ele teria se relacionado estavam Sêmele, Io, Europa e Leda e o jovem menino Ganímedes, porém Zeus o presenteou com a eterna juventude e imortalidade.
Diversos mitos mencionam o sofrimento de Hera com o ciúme gerado por estas conquistas amorosas, e a descrevem como uma inimiga consistente das amantes de Zeus e de seus filhos. Por algum tempo uma ninfa chamada Eco foi encarregada de distrair Hera falando incessantemente, afastando assim sua atenção dos casos amorosos de seu marido; quando Hera descobriu o estratagema, condenou Eco a repetir permanentemente as palavras de outras pessoas.

### Consorte e filhos
Os principais mitos relacionados a Zeus são sobre sua vida amorosa e enorme descendência:
| Mãe                                  | Filhos |
| Ananque ou Têmis                     | Moiras1 1. Átropos 2. Cloto 3. Láquesis |
| Deméter                              | 1. Perséfone 2. Zagreu |
| Dione ou Tálassa                     | Afrodite* |
| Ege                                  | Egipã |
| Eos                                  | 1. Ersa 2. Caras |
| Éris                                 | Limo |
| Eurínome/Eurídome/ Eurimedusa/Evante | Graças2 1. Aglaia 2. Eufrosina 3. Tália |
| Gaia                                 | 1. Órion 2. Manes |
| Hera                                 | 1. Ares3 2. Ilítia 3. Éris 4. Hebe3 5. Hefesto3 6. Ângelo |
| Leto                                 | 1. Apolo 2. Ártemis |
| Maia                                 | Hermes |
| Métis                                | Atena4 |
| Mnemosine                            | 1. Musas (três originais) 1. Aede 2. Mélete 3. Mneme 2. Musas (nove posteriores) 1. Calíope 2. Clio 3. Erato 4. Euterpe 5. Melpômene 6. Polimnia 7. Terpsícore 8. Tália 9. Urânia                    |
| Nêmesis                              | Helena de Troia (possivelmente) |
| Perséfone                            | 1. Zagreu 2. Melinoe |
| Selene                               | 1. Ersa 2. Leão da Nemeia 3. Pandia |
| Tália                                | Palicos |
| Têmis                                | 1. Astreia 2. Ninfas de Eridanos 3. Nêmesis 4. Horas 1. Primeira geração 1. Auxo 2. Carpo 3. Talo 2. Segunda geração 1. Dice 2. Irene 3. Eunomia 3. Terceira geração 1. Ferusa 2. Eupória 3. Ortósia |
| Mãe desconhecida                     | Aleteia |
| Mãe desconhecida                     | Até |
| Mãe desconhecida                     | Cero |
| Mãe desconhecida                     | Litas |
| Mãe desconhecida                     | Tique |

| Mãe                         | Filhos                                                           |
| Alcmena                     | Héracles                                                         |
| Antíope                     | 1. Ânfion 2. Zeto                                                |
| Anaxiteia                   | Oleno                                                            |
| Astérope, Oceânide          | Ácragas                                                          |
| Calisto                     | Arcas                                                            |
| Cálice                      | Etlio (possivelmente)                                            |
| Calírroe (filha de Aqueloo) | sem descendentes conhecidos                                      |
| Carme                       | Britomártis                                                      |
| Cassiopeia                  | Atínio                                                           |
| Caldene                     | 1. Sólimo 2. Mílias                                              |
| Dânae                       | Perseu                                                           |
| Hemera                      | Perito                                                           |
| Égina                       | 1. Éaco 2. Damocrácia                                            |
| Elara                       | 1. Tício                                                         |
| Electra                     | 1. Dardano 2. Iásio 3. Harmonia                                  |
| Europa                      | 1. Minos 2. Radamanto 3. Sarpedão 4. Alagônia 5. Carno 6. Dodona |
| Eurimedusa                  | Mirmidão                                                         |
| Euriodeia                   | Arcésio                                                          |
| Ftia (filha de Foroneu)     | Aqueu (possivelmente)                                            |
| Himália                     | 1. Crônio 2. Esparteu 3. Cito                                    |
| Ideia, ninfa                | Crés                                                             |
| Iodame                      | Teba                                                             |
| Io                          | 1. Épafo 2. Ceróesa                                              |
| Isonoe                      | Orcômeno                                                         |
| Lâmia                       | 1. Áquilos 2. Herófila                                           |
| Laodâmia                    | Sarpedão                                                         |
| Leda                        | 1. Pólux 2. Castor 3. Helena de Troia5                           |
| Mera                        | Locro                                                            |
| Níobe                       | 1. Argos 2. Pelasgo                                              |
| Ótris                       | (Meliteu)                                                        |
| Pandora                     | 1. Greco 2. Latino                                               |
| Pluto                       | Tântalo                                                          |
| Podarge                     | 1. Bálio 2. Xanto                                                |
| Protogênia                  | 1. Etlio (possivelmente) 2. Ópus                                 |
| Pirra                       | Hélen                                                            |
| Sêmele                      | Dioniso                                                          |
| Taigete                     | Lacedemão                                                        |
| Tia                         | 1. Magnes 2. Mácedon                                             |
| Torrébia                    | Cário                                                            |
| Ninfa africana              | Iarbas                                                           |
| Ninfa samotrácia            | Sáon (possivelmente)                                             |
| Ninfa sítnide               | Mégaro                                                           |
| Mãe desconhecida            | 1. Calabro 2. Geresto 3. Ténaro                                  |
| Mãe desconhecida            | Corinto                                                          |
| Mãe desconhecida            | Crínaco                                                          |

1Os gregos alegavam tanto que as moiras eram filhas de Zeus e da titânide Têmis quanto de seres primordiais como o Caos, Nix ou Ananque.
2As graças eram consideradas filhas de Zeus e Eurínome, porém também foram citadas como filhas de Dioniso, ou de Hélio e da náidade Egle.
3Alguns relatos contam que Ares, Hebe e Hefesto teriam nascido partenogeneticamente.
4De acordo com uma versão, Atena teria nascido por meio de partenogênese.
5Helena de Troia seria filha de Leda ou Nêmesis.
* De acordo com Hesíodo e outros autores, Afrodite seria filha de Urano e Tálassa, sendo tia de Zeus.

## Cultos

### Cultos pan-helênicos
O principal centro de culto de Zeus, para onde todos os gregos se dirigiam quando queriam prestar homenagem ao seu principal deus, era Olímpia. A cada quatro anos realizava-se um festival, cujo ponto máximo eram os célebres Jogos Olímpicos. Havia na cidade um altar a Zeus, feito não de pedra mas sim de cinzas, obtidas a partir dos restos de sacrifícios animais realizados ali ao longo de séculos.
Fora dos santuários que se encontravam nas principais pólis, não havia uma maneira específica de culto a Zeus partilhada por todo o mundo grego. A maior parte dos títulos listados abaixo, por exemplo, podiam ser encontrados em numerosos templos gregos da Ásia Menor à Sicília. Certos rituais eram igualmente comuns: o sacrifício de um animal de cor branca sobre um altar elevado, por exemplo.

#### Zeus Velcano
Com apenas uma exceção, os gregos eram unânimes em reconhecer o local de nascimento de Zeus como sendo a ilha de Creta. A Civilização Minoica contribuiu com diversos aspectos essenciais da religião grega antiga: "através de cem canais a antiga civilização se esvaziou na nova", observou o historiador americano Will Durant, e o Zeus cretense manteve suas feições jovens originais. Velcano (Velchanos), versão helenizada do nome minoico do filho local de uma deusa-mãe, "uma divindade pequena e inferior que assumiu os papéis de filho e consorte", foi adotado como um epíteto para Zeus, cujo culto espalhou-se para diversos outros locais.
Em Creta, Zeus era venerado em diversas cavernas (em Cnossos, Ida e Palecastro). Durante o período helenístico um pequeno santuário dedicado a Zeus Velcano foi fundado nas proximidades da aldeia moderna de Agia Triada, sobre as ruínas de um antigo palácio minoico. Moedas do período originárias de Festo mostram a forma com a qual o deus era cultuado: um jovem sentado entre os galhos de uma árvore, com um galo sobre seus joelhos. Noutras moedas cretenses Velcano foi representado na forma de uma águia, e era associado com uma deusa que celebrava um casamento místico. Inscrições em Gortina e Lito registraram um festival referido como Velcânia (Velchania), o que mostra quanto seu culto ainda era difundido na Creta helenística.
As histórias de Minos e Epimênides sugerem que estas cavernas haviam sido usadas anteriormente para adivinhações incubatórias por reis e sacerdotes. A ambientação dramática da peça Leis, de Platão, se passa ao longo de uma rota de peregrinação a um destes sítios, enfatizando o conhecimento cretense arcaico. Na arte da ilha, Zeus era representado como um jovem de cabelos longos, e não como, no resto da Grécia, um adulto maduro; a ele eram entoados hinos que o descreviam como ho megas kouros, "o grande jovem". Estatuetas de marfim do "Garoto Divino" foram desenterradas nas proximidades do Labirinto de Cnossos, por Arthur Evans. Juntamente com os curetes (kouretes), um grupo de dançarinos extáticos armados, ele presidia sobre os rituais secretos e rigorosos de treinamento atlético-militar da paideia cretense.
O mito da morte do Zeus cretense, encontrado em diversos sítios montanhosos, porém mencionado apenas numa fonte comparativamente tardia - Calímaco - juntamente com a afirmação do gramático Antonino Liberal de que um fogo se acendia anualmente na caverna onde o jovem havia nascido e que ele havia compartilhado com um mítico enxame de abelhas, sugere que Velcano teria sido uma divindade anual associada à vegetação. O autor helenístico Evêmero aparentemente teria proposto uma teoria segundo a qual Zeus teria sido um grande rei de Creta, e que, postumamente, sua glória teria o transformado aos poucos numa divindade. As obras de Evêmero não sobreviveram aos dias de hoje, porém foram mencionadas por autores cristãos posteriores.

#### Zeus Liceu

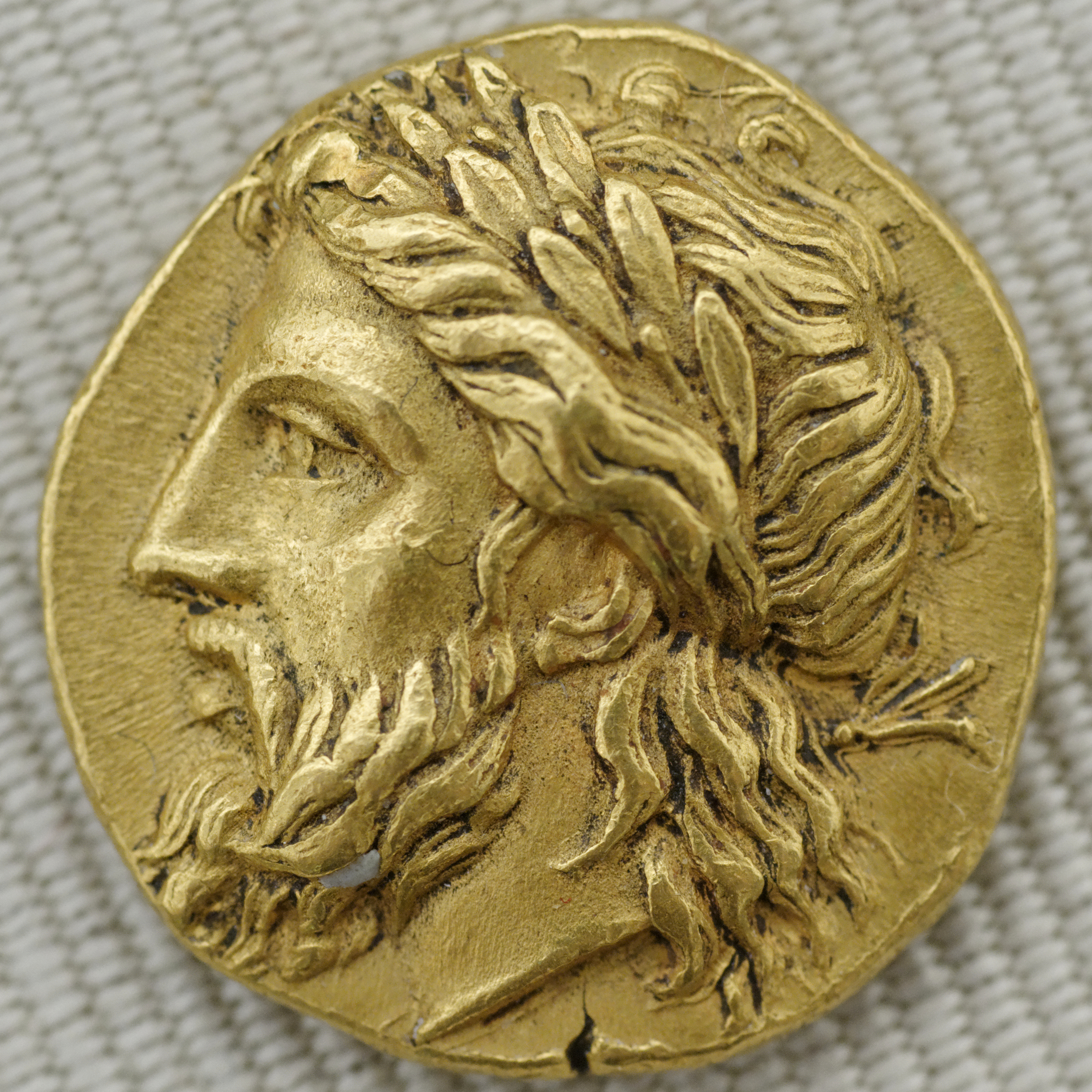
Zeus
Cabeça com coroa de louros, num stater de ouro. Lâmpsaco, c. 360-, Cabinet des Médailles

O epíteto Zeus Liceu (Zeus Lykaios, "Zeus-lobo") era atribuído a Zeus apenas quando associado ao festival arcaico das Liceias, na localidade de Liceia, nas encostas do Monte Liceu, o pico mais alto da Arcádia. Zeus tinha uma associação apenas formal com os rituais e mitos deste rito de passagem que envolviam a ameaça antiga de canibalismo e a possibilidade de uma transformação em licantropo para os efebos que dele participavam. Nas proximidades da antiga pilha de cinzas sobre a qual eram efetuados os sacrifícios, se encontrava um recinto proibido no qual, supostamente, nenhuma sombra jamais era projetada.
De acordo com Platão, um clã específico se reuniria na montanha para fazer um sacrifício a Zeus Liceu, a cada nove anos, e uma pequena quantidade de entranhas humanas era acrescentada às entranhas do animal sacrificado; aquele que consumisse o pedaço de carne humana supostamente se transformaria num lobo, e voltaria à forma humana apenas se não voltasse a consumir carne humana até o fim do próximo ciclo de nove anos. Haviam jogos associados com o festival das Liceias, que foram interrompidos no século IV a.C. com a urbanização da Arcádia (Megalópole); lá, o principal templo era dedicado a Zeus Liceu.
Apolo também tinha uma antiga forma lupina, Apolo Liceu (Apollo Lycaeus), venerado em Atenas no Liceu (Lykeion), célebre por ser um dos locais frequentados por Aristóteles, onde ele costumava lecionar.

#### Outros cultos
Embora a etimologia indique que Zeus era originalmente um deus celestial, diversas cidades gregas prestavam homenagem a uma versão local de Zeus, que vivia sob a terra. Os atenienses e sicilianos cultuavam Zeus Melíquio (Zeus Meilichios, "bondoso" ou "melífluo"), enquanto outras cidades tinham Zeus Ctônio (Zeus Chthonios, "terreno"), Zeus Catactônio (Zeus Katachthonios, "sob a terra") e Zeus Plúteo (Zeus Plousios, "trazedor de riquezas"). Estas divindades podiam ser representadas nas artes plásticas na forma de serpentes, ou em forma humana, ou até mesmo como ambas, na mesma imagem. Também recebiam oferendas da carne de animais negros sacrificados em poços no solo, da mesma forma como era feito para divindades ctônicas, como Perséfone e Deméter, ou como as homenagens dedicadas aos heróis em suas sepulturas - enquanto os deuses olímpicos costumavam receber vítimas brancas, sacrificadas em altares elevados.
Em alguns casos, as cidades não determinavam com precisão se o daimon a quem eles estavam dedicando o sacrifício era um herói ou um Zeus subterrâneo; assim, o santuário de Lebadeia, na Beócia, pertencia tanto ao herói Trofônio quanto ao Zeus Trofônio (Zeus Trophonius, "aquele que nutre"), de acordo com a versão apresentada por Pausânias ou Estrabão. O herói Anfiarau era cultuado como Zeus Anfiarau (Zeus Amphiaraus), em Oropo, nos arredores de Tebas, e os espartanos tinham até mesmo um santuáriio dedicado a Zeus Agamemnon.

### Cultos não-pan-helênicos
Além dos títulos e conceitos pan-helênicos mencionados acima, diversos cultos locais mantinham suas próprias ideias idiossincráticas sobre o rei dos deuses e homens. Com o epíteto de Zeus Etneu (Zeus Aetnaeus), era venerado no Monte Etna, onde existia uma estátua sua, e era realizado um festival chamado de Etnéia em sua homenagem. Outros exemplos é o Zeus Ênio ou Enésio (Zeus Aeneius ou Aenesius), forma com a qual era venerado na ilha de Cefalônia, onde existia um templo dedicado a si no monte Eno.

### Oráculos

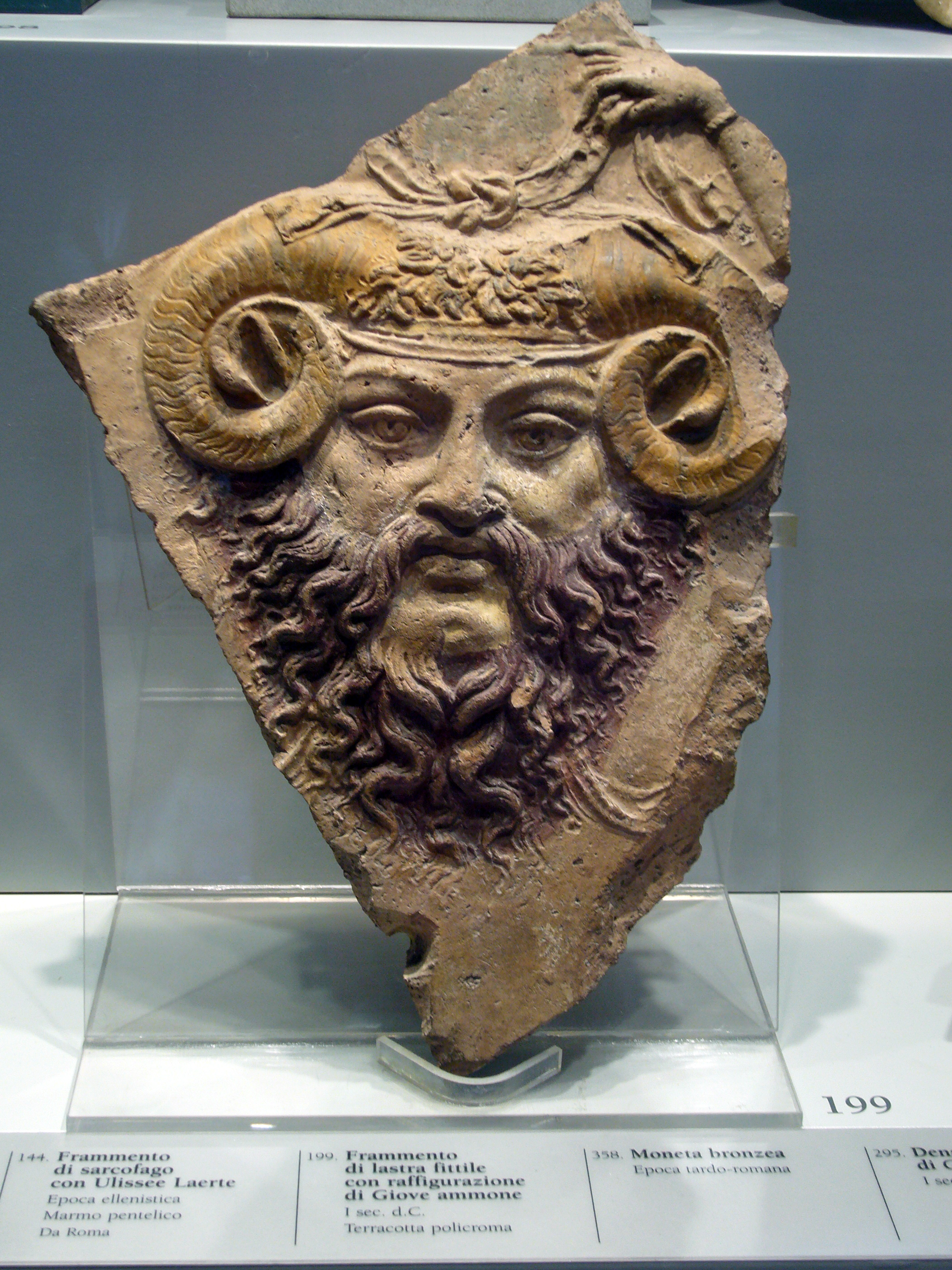
Júpiter Amom (Jupiter Ammon)
Molde em terracota com chifres de carneiro, século I, Museo Barracco, Roma

Embora a maior parte dos oráculos fossem dedicados a Apolo, a heróis, ou a diversas deusas, como Têmis, alguns oráculos foram dedicados a Zeus.

#### Oráculo de Dodona
O culto a Zeus em Dodona, no Epiro, onde existem evidências de atividades religiosas desde o II milênio a.C., estava centrado num carvalho sagrado. Quando a Odisseia foi composta (por volta de 750 a.C.), a adivinhação era feita ali por sacerdotes descalços, conhecidos  como selos (selloi), que observavam o movimento e os ruídos feitos pelas folhas e galhos da árvore com o vento. Quando Heródoto escreveu sobre Dodona, séculos depois, sacerdotisas chamadas de pelêiades ("pombas") haviam substituído os antigos sacerdotes.
A consorte de Zeus em Dodona não era Hera, porém sim a deusa Dione - cujo nome é uma forma feminina de "Zeus". Seu status como uma das titãs indica que ela pode ter sido uma divindade pré-helênica mais poderosa, e talvez a ocupante original daquele oráculo.

#### Oráculo de Siuá
O oráculo de Ámon no oásis de Siuá, situado na região do deserto da Líbia, no Egito, não se encontrava dentro dos confins do mundo grego antes da época de Alexandre, o Grande, porém já pairava sobre o imaginário grego durante o período arcaico. Heródoto menciona consultas com o oráculo de Zeus Amom em seus relatos das Guerras Médicas. Zeus Amom era especialmente cultuado em Esparta, onde existia um templo dedicado a ele na época da Guerra do Peloponeso.
Após a viagem de Alexandre, o Grande ao deserto, para consultar-se com o oráculo em Siuá, este passou a figurar no imaginário helenístico, especialmente com a figura da sibila líbica.

## Zeus e deuses estrangeiros
Zeus foi identificado com o deus romano Júpiter, e associado no imaginário sincrético clássico (ver interpretatio graeca) com diversas outras divindades, tais como o egípcio Amom e o etrusco Tinia. Juntamente com Dioniso, absorveu o papel do principal deus frígio Sabázio. O governante sírio Antíoco Epifânio IV ergueu uma estátua de Zeus Olímpio no templo judaico em Jerusalém; os judeus helenizados referiam-se a esta estátua como Baal Shamen ("Senhor do Céu"). Os gregos identificavam a entidade Baal como uma das manifestações de Zeus ou Hércules, enquanto os romanos a identificavam como Júpiter.
Alguns mitólogos comparativos modernos também o alinharam com a divindade hindu Indra.

## Na cultura moderna

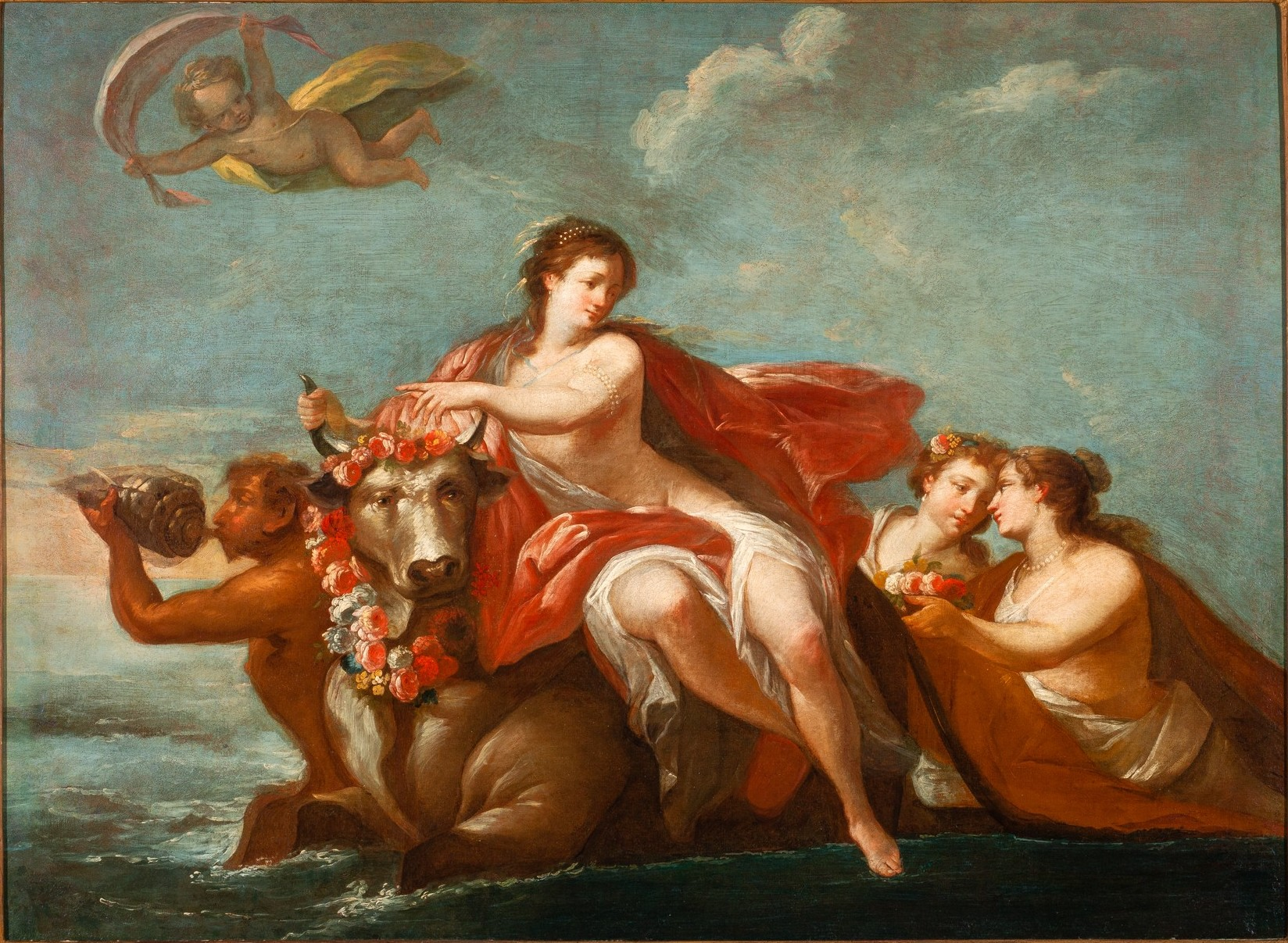
Rapto de Europa, Casa Museu Eva Klabin.

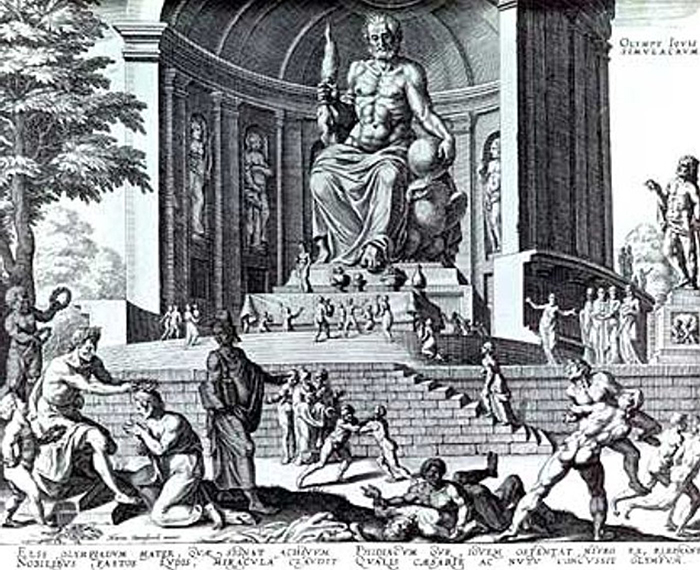
Zeus
Reconstrução da estátua em Fídias, num desenho de Maarten van Heemskerck

Representações de Zeus na forma de um touro, a forma que ele assumiu quando estuprou Europa, podem ser vistas na moeda grega de dois euros e na carta de identidade britânica. Mary Beard, professora de Estudos Clássicos na Universidade de Cambridge, criticou o fato, descrevendo-o como uma "aparente celebração do estupro."
No cinema e na televisão, Zeus foi interpretado por diversos atores:
- Niall MacGinnis - na minissérie Jason and the Argonauts de 1963;
- Laurence Olivier - no filme Clash of the Titans de [981;
- Claudio Cassinelli - no filme Hercules de 1983 e na sequência The Adventures of Hercules de 1985;
- Anthony Quinn - nos filmes e na série de televisão Hercules: The Legendary Journeys, da década de 1990;
- Jack Grimes - na animação The Amazing Feats of Young Hercules de 1997;
- Rip Torn - na animação da Disney Hercules de 1997;
- Corey Burton - na série animada da Disney Hercules: The Animated Series de 1998;
- Angus MacFadyen, na refilmagem Jason and the Argonauts de 2000;
- Liam Neeson na refilmagem de Clash of the Titans de 2010]e na sequência Wrath of the Titans de 2012;
- Sean Bean no filme Percy Jackson & the Olympians: The Lightning Thief de 2010;
- Luke Evans - no filme Immortals de 2011;
- John Novak - na série de televisão Supernatural, no episódio 8x16 de 2013;
- David Hoflin - na série de televisão Once Upon a Time, no episódio 5x21 de 2016;
- Jason O'Mara - na série animada Blood of Zeus de 2020.

Zeus ainda aparece nos jogos eletrônicos Altered Beast e na franquia God of War, e como personagem recorrente nos quadrinhos, tanto da Marvel como da DC Comics.